# Agrosistemas tradicionales de Canarias
Los agrosistemas tradicionales de Canarias se caracterizan por ajustarse a un relieve accidentado que dificulta la agricultura extensiva, si no es en terrenos llanos próximos del mar (zona que se conoce como isla baja). En este contexto, los agricultores canarios han ideado un conjunto de sistemas agrícolas que les permiten cultivar en terrenos donde el suelo es escaso o incluso inexistente, bien a causa de su acusada pendiente, del material del suelo de origen o de las coladas volcánicas que cubren su superficie. Entre estos sistemas podemos distinguir los que están dedicados a la agricultura intensiva (las sorribas) y los propios de la agricultura de conservación (cadenas, gavias y arenados, con sus diversas variantes). Los sistemas de conservación juegan un destacado papel ecológico al establecer los suelos y evitar la erosión, además de tener un importante valor cultural.

## Terrazas

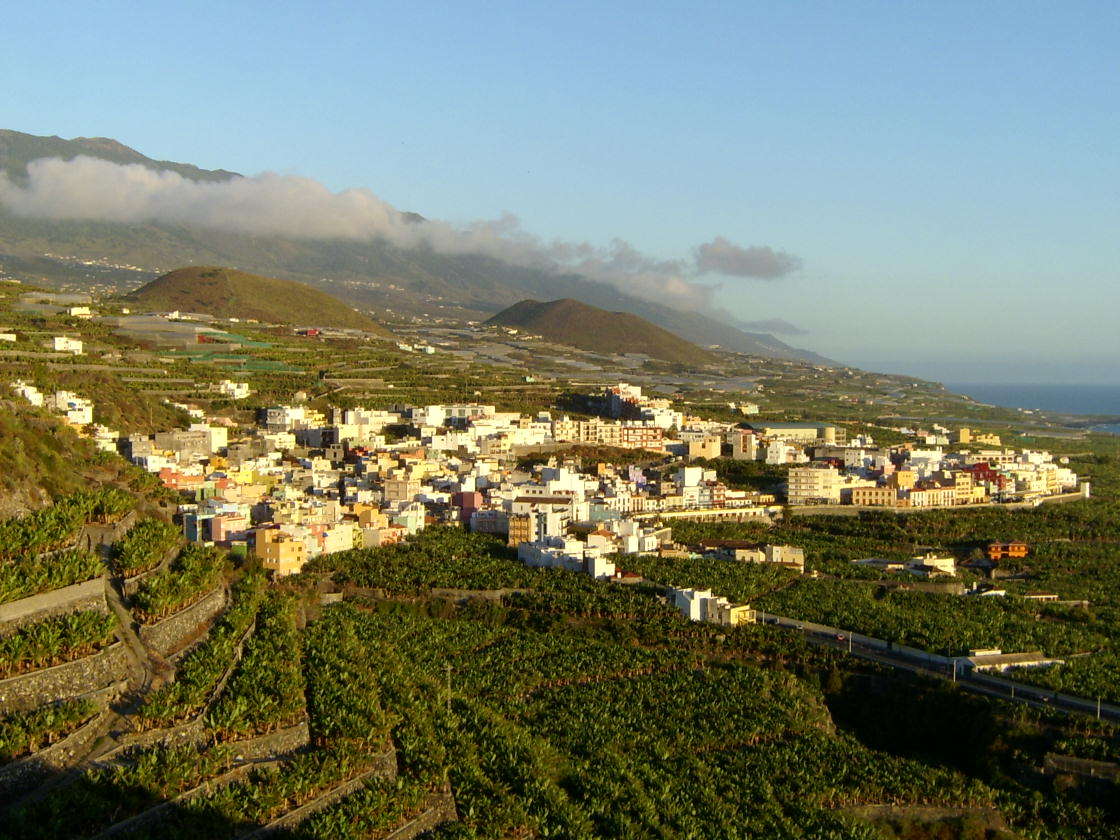
Cultivos en terrazas en La Palma.

Las terrazas, cadenas o bancales son uno de los sistemas más extendidos en Canarias. Consisten en una serie de muros de piedra, construidos sin usar cemento ni otros materiales de sujeción, que mantienen una masa de tierra de relleno sobre la cual pueden crecer diferentes plantas. Su propagación se debió en parte a que permitía desarrollar el cultivo del plátano de Canarias, principal producto agrícola de las islas desde finales del siglo XIX. Esta fruta requiere mucha agua para crecer, de manera que el método más usado para suministrársela era inundar las fincas gracias a un sistema de acequias. La ventaja del mismo era que permitía lavar los suelos de sal, uno de los principales enemigos de las plantas en las zonas costeras, y que a veces se encuentra presente en el propia agua de riego. Y la principal desventaja, aparte del derroche considerable de agua, es el lavado de nutrientes del suelo, que se empobrece rápidamente hasta volverse improductivo si no se utilizan fertilizantes. 
En la actualidad algunas de estas fincas están dedicadas a otros cultivos, con métodos de riego más eficientes, como el riego por goteo. En terrenos muy abruptos (como los de la isla de La Gomera) las cadenas pueden ser muy estrechas, dejando apenas espacio para plantar una hilera o dos de plantas, y el paso de una sola persona. Estos métodos agrícolas extremos se hicieron necesarios para que los isleños obtuvieran alimentos en épocas de gran escasez.

## Sorribas

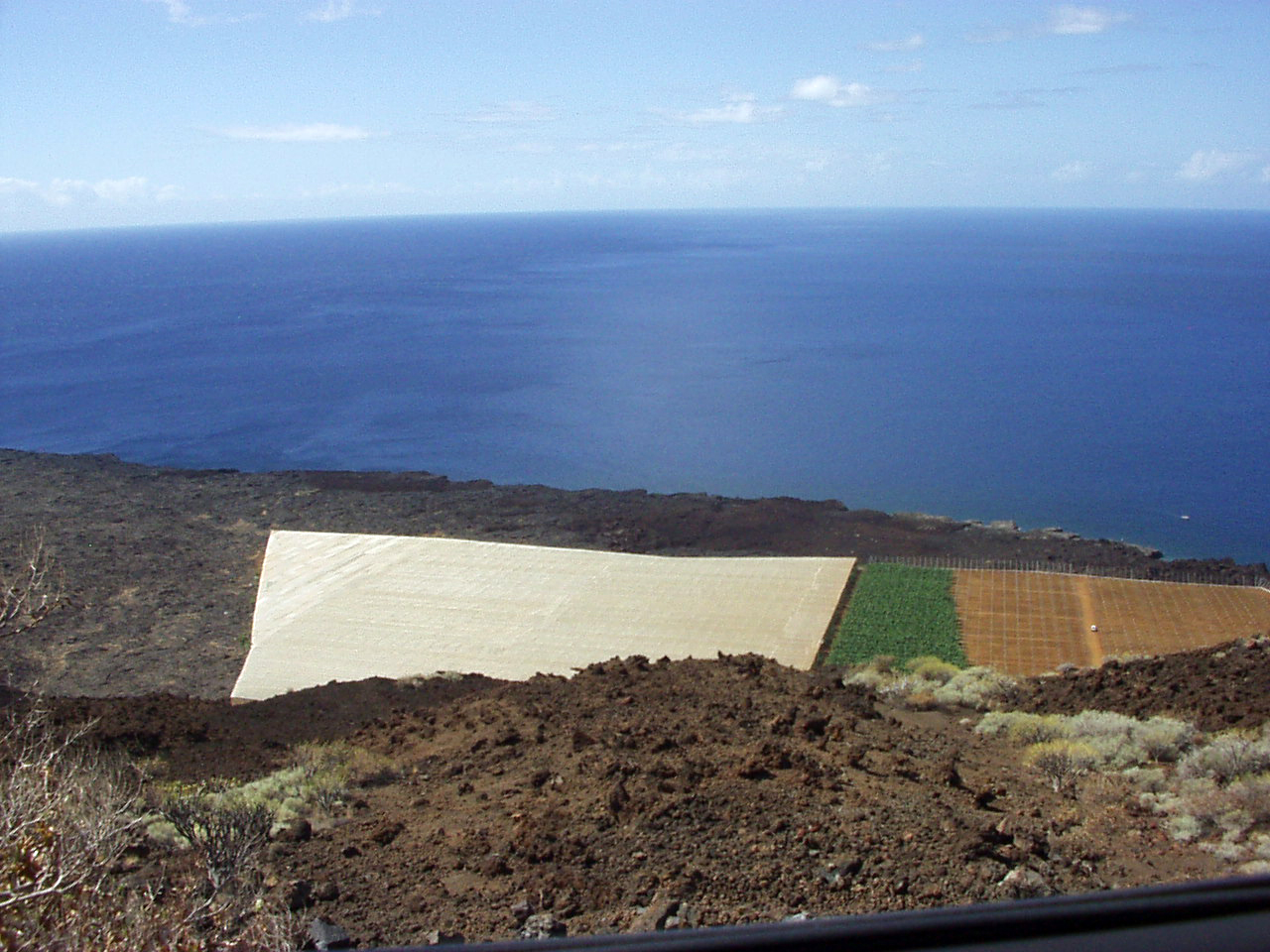
Sorribas en El Hierro.

Las sorribas son una solución al cultivo sobre áreas ocupadas por coladas volcánicas, donde ninguna planta puede crecer directamente. Se trata de la importación de tierras fértiles y su deposición sobre los terrenos improductivos, sobre todo con el objetivo de establecer plantaciones de plataneras. En la isla de Tenerife se suele tomar tierra de altitudes medias y altas de la isla, un suelo de origen volcánico, rico en materia orgánica (de tipo andosol, o de otro tipo con similares propiedades ándicas), cubriendo totalmente el terreno original.

## Gavias

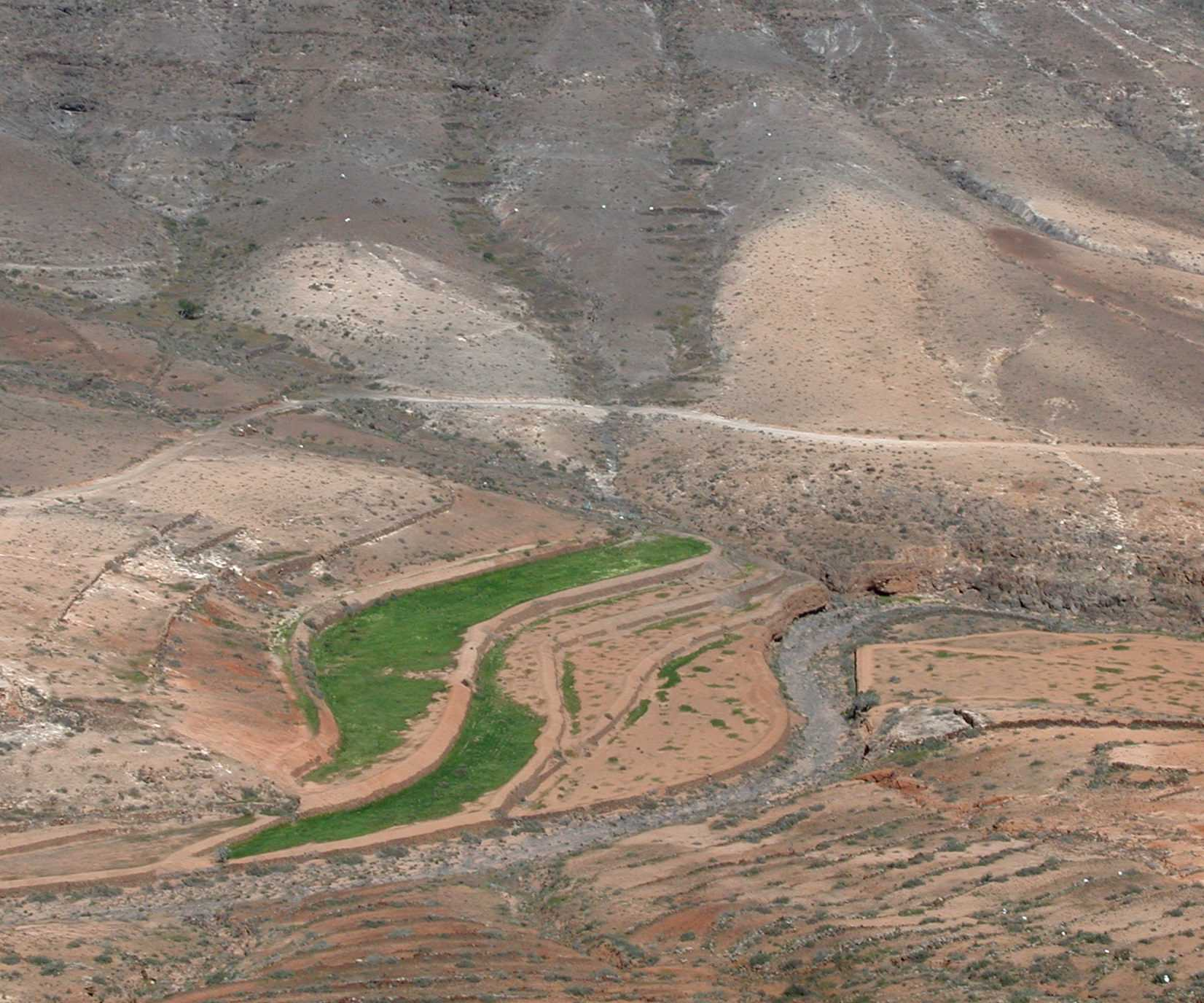
Gavias de fondo de barranco en Fuerteventura.

Las gavias son un agrosistema típico de la isla de Fuerteventura. Consisten en la preparación de una serie de muros de piedra de sesenta a ochenta cm de altura que rodean las parcelas, para así acumular y conservar el agua de escorrentía proveniente de los barrancos vecinos (que suele llegar de forma torrencial) y regar una serie de cultivos en ladera. Los canales y puertas de desagüe no siempre evitan que estos terrenos sean inundados en caso de fuertes lluvias. Un sistema similar, los nateros, son pequeños muros que cierran el curso de barrancos estrechos, provocando el depósito de sedimentos y generando suelo de cultivo al cabo de los años.
Hoy en día, los agrosistemas tradicionales de gavias y terrazas están en claro declive en Canarias. Su abandono a favor de otros métodos más productivos a corto plazo (como los invernaderos) tiene como consecuencias la erosión, pérdida de suelos y desertización de las zonas más secas de las islas.

## Arenados

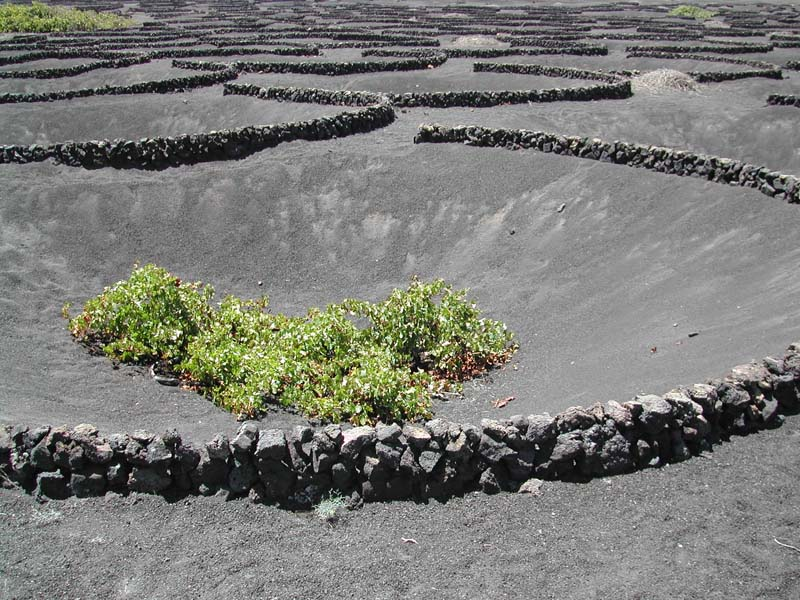
Cultivo de vid en La Geria.

En La Geria, Lanzarote se cultiva en arenado natural (sobre material volcánico presente de forma natural en la zona). Este sistema permite el cultivo en suelos que reciben muy bajas precipitaciones a lo largo del año. Su método consiste en la excavación de una depresión de forma cónica sobre campos de piroclastos o lapilli (un material rocoso altamente fragmentado que es expulsado por los volcanes). En el fondo de esta depresión se planta una pequeña mata de vid, que puede así acceder al suelo presente bajo la capa de material volcánico.
Durante la noche, la humedad se condensa en la superficie alveolar (altamente porosa) de los piroclastos, y el agua de rocío resultante va a parar al plantón, que puede beneficiarse de ella. Un pequeño muro alrededor de la depresión protege a la planta del viento y de la desecación. Los arenados artificiales, sin embargo, están formados por el depósito de una capa de 20 a 30 cm de tierra, que luego se cubre con 10 a 12 cm de piroclastos. Esto protege el suelo de la insolación y conserva su humedad al romper la capilaridad (efecto de acolchado). A veces también se utilizan jables (arenas organógenas - término canario proveniente del francés sable [arena]) presentes en la zona para hacer arenados naturales o artificiales, como es costumbre en el sur de Tenerife para el cultivo de la vid y de la papa.